# Финли, Марджори
Марджори Моленкомп Финли (англ. Marjorie Moehlenkamp Finlay; 1928—2003) — американская телеведущая и оперная певица (колоратурное сопрано), выступавшая с концертами в опере и клубах, гастролировала по Южной Америке и выпустила альбом в Мексике. После победы на конкурсе талантов в 1950 году гастролировала в шоу радиосети ABC Music With the Girls. Позже имела собственную телевизионную программу и была ведущей El Show Pan-Americano в Пуэрто-Рико. Бабушка по материнской линии певицы и автора песен Тейлор Свифт.

## Биография и карьера
Марджори Моленкомп родилась 5 октября 1928 года в Мемфисе, штат Теннесси (США), в семье Элмера Генри Моленкампа из Сент-Чарльза, штат Миссури, и Кори Ли Морроу из Арканзаса. Она выросла в Сент-Чарльге. Трое её прадедов по линии отца были родом из Германии.
В 1948 Моленкомп выступала в старшей школе Мексики как солистка в хоре Lindenwood Vesper. Она получила степень бакалавра музыки в университете Линденвуд в 1949 году. Моленкомп входила в профессиональное музыкальное братство Mu Phi Epsilon. Она была певицей на поп-концерте симфонического оркестра Сент-Луиса в Kiel Auditorium.

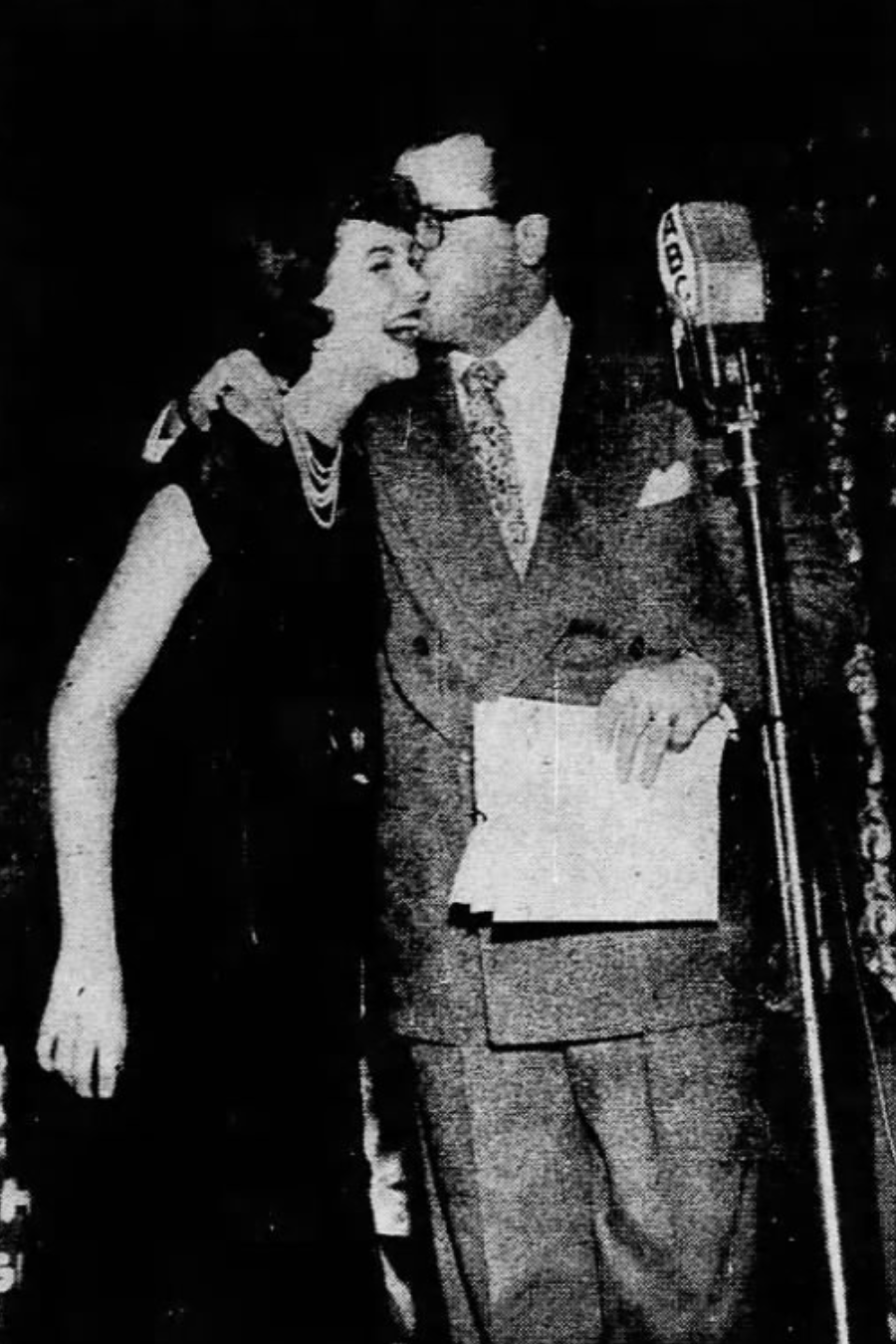
Моленкомп в феврале 1950 года после победы на конкурсе талантов ABC Music With the Girls.

В 1950 году Моленкомп работала регистратором в Национальном банке лодочников в Сент-Луисе. Она выиграла конкурс талантов на телеканале ABC Music With the Girls. Это дало ей место на радио, и она гастролировала на сетевом радиошоу в течение 15 месяцев. Летом 1951 года Моленкомп училась в Беркширском музыкальном центре, а затем в Нью-Йорке по совету музыканта Эдвина МакАртура.
Она вышла замуж за Роберта Финли, президента Raymond Construction Company, 22 марта 1952 года в Палм-Бич в штате Флорида. После женитьбы Финли и её муж переехали в Гавану на Кубе, где был расположен его офис, а затем переехали в Пуэрто-Рико из-за политических беспорядков. Затем поселились в Каракасе в Венесуэле, прежде чем вернуться в Сантурсе со своими детьми. В Пуэрто-Рико Финли имела собственную телевизионную программу и выступала на концертах, операх и торжественных ужинах, включая двухнедельное пребывание в отеле Caribe Hilton.
Финли была церемониймейстершей для El Show Pan-Americano на APA-TV в Сантурсе. Она активно участвовала в общественной музыкальной организации Pro Arte Society. Сообщается, что её испанский был достаточно «плохим», чтобы быть смешным для своей аудитории. Её телешоу выходило шесть ночей в неделю в течение 17 месяцев.
В 1962 году Финли выступила на концерте Kiel Auditorium Pop Concert. В дополнение к поп-песням в её исполнении были «Fanciulla È Sbocciato L’Amore» из опер «Ласточки» и «Фауста».
Финли скончалась 1 июня 2003 года в Рединге, штат Пенсильвания на 75-м году жизни. Марджори была бабушкой по материнской линии певицы и автора песен Тейлор Свифт и её брата, актёра Остина Свифта, а также тещей Скотта Кингсли Свифта. Тейлор Свифт отметила, что бабушка вдохновила её на музыкальную карьеру. В 2020 году Свифт выпустила песню «Marjorie» из своего девятого студийного альбома Evermore; Свифт приписывала своей бабушке бэк-вокал, участвовавшей в записи трека.

## Награды и награды
| Год      | Название                                                      | Примечания                                                                                                 | Пос           |
| -------- | ------------------------------------------------------------- | --- | ------------- |
| 1949 год | Стипендия 200 долларов США (equivalent to $2,278 в 2021 году) | Национальный музыкальный конкурс, организованный журналом Music News и Метрополитен-школой музыки в Чикаго | [ 16 ] [ 9 ]  |
| 1950 год | Конкурс талантов в шоу-сети ABC Music With the Girls          | Победитель                                                                                                 | [ 6 ]         |
| 1961 год | Выдающийся выпускник с почетной грамотой                      | Предоставлена её альма-матер Lindenwood College                                                            | [ 17 ] [ 13 ] |
| 1962 год | Почётный капитан Национальной гвардии Пуэрто-Рико             | Гвардейцы прозвали её «мадрина» (крестная мать)                                                            | [ 11 ] [ 13 ] |